# 奥萨 (印度)
奥萨（Ausa），是印度马哈拉施特拉邦Latur县的一个城镇。总人口30863（2001年）。

## 人口
该地2001年总人口30863人，其中男性15869人，女性14994人；0—6岁人口4810人，其中男2532人，女2278人；识字率64.03%，其中男性为70.85%，女性为56.82%。